# Samsung Galaxy M13
Samsung Galaxy M13 — Android-смартфон среднего класса, выпускаемый компанией Samsung Electronics в рамках серии Galaxy M. Телефон был анонсирован 27 мая 2022 года.

## Технические характеристики
| Экран                   | 6.6" (2408x1080) TFT                |
| Память                  | встроенная 128 ГБ, оперативная 4 ГБ |
| Фото                    | 3 камеры, основная 50 МП            |
| Аккумулятор             | 5000 мА·ч                           |
| Процессор               | Samsung Exynos 850                  |
| SIM-карты               | Dual nano SIM                       |
| Операционная система    | Android 12                          |
| Беспроводные интерфейсы | Bluetooth, NFC, Wi-Fi               |
| Стандарт связи          | 2G, 3G, 4G LTE                      |
| Вес                     | 192 г                               |